# 2546 Libitina
2546 Libitina eller 1950 FC är en asteroid i huvudbältet som upptäcktes den 23 mars 1950 av den sydafrikanske astronomen E. L. Johnson i Johannesburg. Den har fått sitt namn efter Libitina i den Romerska mytologin.
Asteroiden har en diameter på ungefär 14 kilometer.